# Centrotus ramosus
Centrotus ramosus är en insektsart som beskrevs av William Lucas Distant 1908. Centrotus ramosus ingår i släktet Centrotus och familjen hornstritar. Inga underarter finns listade i Catalogue of Life.